# Đội tuyển bóng chuyền nam quốc gia Nga
Đội tuyển bóng chuyền nam quốc gia Nga là đội bóng đại diện cho Nga tại các cuộc thi tranh giải và trận đấu giao hữu bóng chuyền nam ở phạm vi quốc tế.

## Đội hình

### Đội hình hiện tại

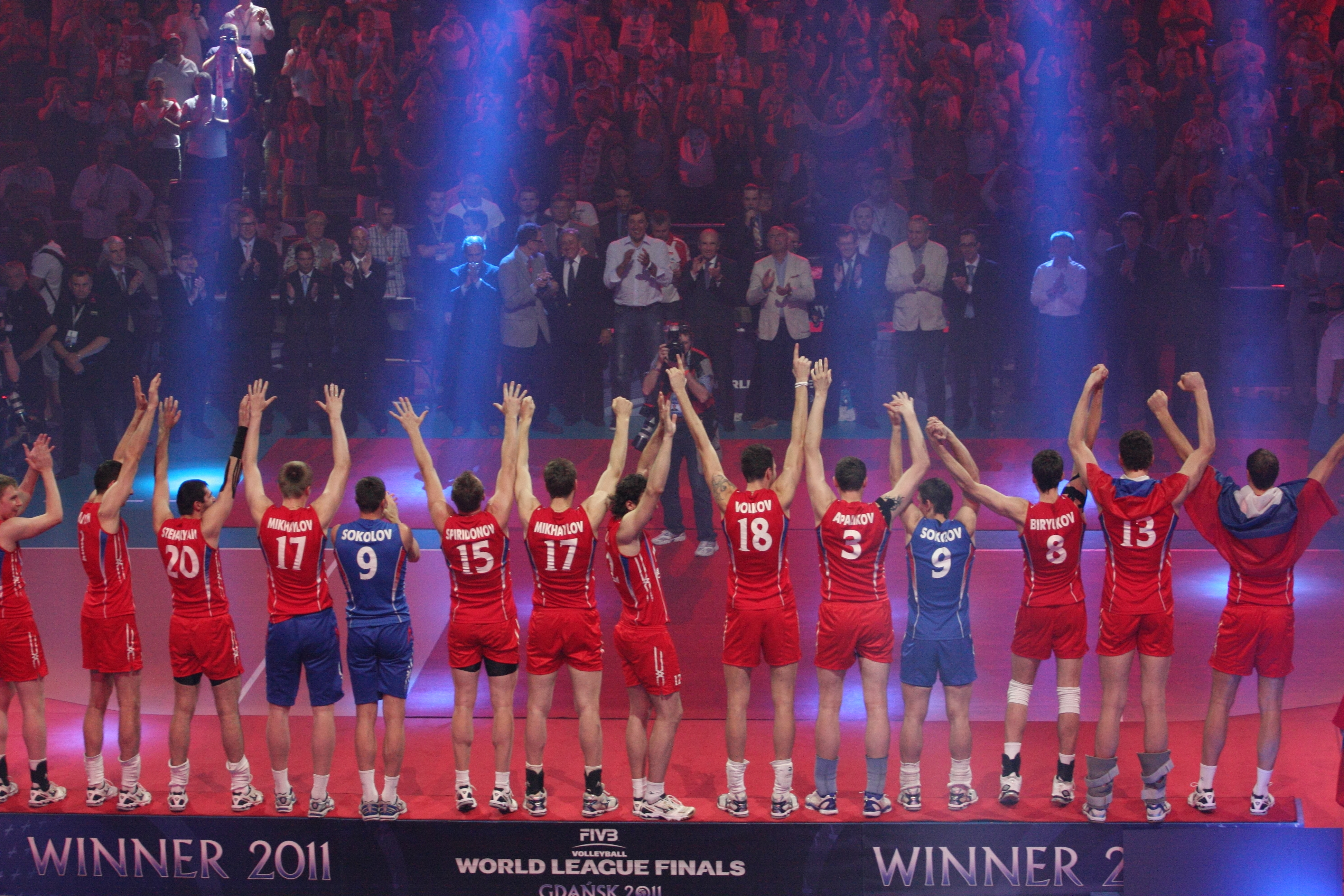
Đội tuyển tại giải World League 2011

Dưới đây là danh sách các thành viên đội tuyển nam quốc gia Nga tham dự giải World League 2017.
Huấn luyện viên chính: Sergey Shlyapnikov
| Stt. | Tên                  | Ngày sinh           | Chiều cao           | Cân nặng        | Nhảy đập        | Nhảy chắn       | Câu lạc bộ năm 2016–17 |
| ---- | -------------------- | ------------------- | ------------------- | --------------- | --------------- | --------------- | ---------------------- |
| 1    | Sergey Antipkin      | 28 tháng 3 năm 1986 | 1,97 m (6 ft 6 in)  | 92 kg (203 lb)  | 335 cm (132 in) | 323 cm (127 in) | Dinamo Moscow          |
| 2    | Ilya Vlasov          | 3 tháng 8 năm 1995  | 2,12 m (6 ft 11 in) | 98 kg (216 lb)  | 360 cm (140 in) | 345 cm (136 in) | Fakel Novy Urengoy     |
| 3    | Dmitry Kovalyov (C)  | 15 tháng 3 năm 1991 | 1,98 m (6 ft 6 in)  | 82 kg (181 lb)  | 340 cm (130 in) | 330 cm (130 in) | Ural Ufa               |
| 4    | Pavel Pankov         | 14 tháng 8 năm 1995 | 1,98 m (6 ft 6 in)  | 90 kg (200 lb)  | 345 cm (136 in) | 330 cm (130 in) | Kuzbass Kemerovo       |
| 5    | Roman Martynyuk (L)  | 13 tháng 4 năm 1987 | 1,82 m (6 ft 0 in)  | 75 kg (165 lb)  | 320 cm (130 in) | 310 cm (120 in) | Belogorie Belgorod     |
| 6    | Valentin Krotkov (L) | 1 tháng 9 năm 1991  | 1,95 m (6 ft 5 in)  | 84 kg (185 lb)  | 340 cm (130 in) | 330 cm (130 in) | Zenit Kazan            |
| 7    | Dmitry Volkov        | 25 tháng 5 năm 1995 | 2,01 m (6 ft 7 in)  | 88 kg (194 lb)  | 340 cm (130 in) | 330 cm (130 in) | Fakel Novy Urengoy     |
| 8    | Denis Biryukov       | 8 tháng 12 năm 1988 | 2,02 m (6 ft 8 in)  | 93 kg (205 lb)  | 352 cm (139 in) | 324 cm (128 in) | Dinamo Moscow          |
| 9    | Alexander Chefranov  | 14 tháng 1 năm 1987 | 2,05 m (6 ft 9 in)  | 92 kg (203 lb)  | 349 cm (137 in) | 323 cm (127 in) | Gazprom-Ugra Surgut    |
| 10   | Egor Feoktistov      | 22 tháng 6 năm 1993 | 2,01 m (6 ft 7 in)  | 90 kg (200 lb)  | 340 cm (130 in) | 330 cm (130 in) | Ural Ufa               |
| 11   | Vadim Likhosherstov  | 23 tháng 1 năm 1989 | 2,15 m (7 ft 1 in)  | 104 kg (229 lb) | 356 cm (140 in) | 336 cm (132 in) | Fakel Novy Urengoy     |
| 14   | Dmitry Shcherbinin   | 10 tháng 9 năm 1989 | 2,05 m (6 ft 9 in)  | 95 kg (209 lb)  | 350 cm (140 in) | 335 cm (132 in) | Dinamo Moscow          |
| 16   | Alexander Kimerov    | 11 tháng 9 năm 1996 | 2,15 m (7 ft 1 in)  | 103 kg (227 lb) | 355 cm (140 in) | 335 cm (132 in) | Dinamo Moscow          |
| 17   | Dmitry Ilinikh       | 31 tháng 1 năm 1987 | 2,01 m (6 ft 7 in)  | 92 kg (203 lb)  | 338 cm (133 in) | 330 cm (130 in) | Dinamo Moscow          |
| 18   | Maxim Zhigalov       | 26 tháng 7 năm 1989 | 2,01 m (6 ft 7 in)  | 85 kg (187 lb)  | 345 cm (136 in) | 330 cm (130 in) | Belogorie Belgorod     |
| 19   | Egor Kliuka          | 15 tháng 6 năm 1995 | 2,08 m (6 ft 10 in) | 93 kg (205 lb)  | 360 cm (140 in) | 350 cm (140 in) | Fakel Novy Urengoy     |
| 20   | Ilyas Kurkaev        | 18 tháng 1 năm 1994 | 2,07 m (6 ft 9 in)  | 95 kg (209 lb)  | 355 cm (140 in) | 335 cm (132 in) | Lokomotiv Novosibirsk  |
| 21   | Artem Zelenkov (L)   | 6 tháng 8 năm 1987  | 1,84 m (6 ft 0 in)  | 80 kg (180 lb)  | 310 cm (120 in) | 295 cm (116 in) | Dinamo Krasnodar       |

### Huấn luyện viên
- Viacheslav Platonov (1996–1997)
- Vyacheslav Zaytsev (1997–1997)
- Gennadiy Shipulin (1998–2004)
- Zoran Gajić (2005–2006)
- Vladimir Alekno (2007–2008)
- Daniele Bagnoli (2009–2010)
- Vladimir Alekno (2011–2012)
- Andrey Voronkov (2013–2015)
- Vladimir Alekno (2015–2016)
- Sergey Shlyapnikov (2017–)

## Nhà cung cấp và tài trợ
Bảng dưới đây liệt kê các nhà cung cấp trang thiết bị cho đội tuyển quốc gia Nga.
| Thời gian | Nhà cung cấp    |
| --------- | --------------- |
| 2000–     | Champion Mizuno |

### Nhà tài trợ
- Nhà tài trợ chính: VTB Bank và Rosneft
- Các đơn vị tài trợ khác: Rosoboronexport, Transmashholding, Gazprom, Aeroflot, Incom, SibCem và BDO International.